# Bombina fortinuptialis
Bombina fortinuptialis é uma espécie de anfíbio que vive na China.
Esta espécie está ameaçada de extinção pela perda de seu habitat natural.

## Localização
Yangliuchong, Jinxiu, Yaoshan, Guangxi, 1 350 m de altitude, na China.

## Sinônimos
- Bombina fortinuptialis & Wu Tian em Liu, Hu Jintao, Wu & Tian, 1978[2][3]
- Bombina (Glandula) fortinuptialis - Tian & Hu, 1985[2][3]
- Bombina (Grobiņa) fortinuptialis - Dubois, 1987[2][3]